# Jean Joseph Domezon
Jean Joseph Domezon est un homme politique français né le 14 mars 1782 à Dalbade (Gers) et mort le 10 août 1845 à Toulouse (Haute-Garonne).

## Biographie
Propriétaire, maire de Savignac-Mona, conseiller d'arrondissement, il est député du Gers de 1827 à 1831, siégeant à droite, avec les légitimistes.

## Sources
- « Jean Joseph Domezon », dans Adolphe Robert et Gaston Cougny, Dictionnaire des parlementaires français, Edgar Bourloton, 1889-1891 [détail de l’édition]